# Dona de La Brea
La Dona de la Brea (La Brea Woman, en anglès) fou una dona les restes de les quals foren trobades als pous de quitrà del Ranxo La Brea a Los Angeles, Califòrnia. Les restes, descobertes per primera vegada a les fosses l'any 1914, corresponen l'esquelet parcial d'una dona, d'uns 18-25 anys d'edat, datades amb 10.220 - 10.250 anys enrere. Aquestes són les úniques restes humanes descobertes fins ara als jaciments de les fosses de quitrà de La Brea.

## Estudi arqueològic
Els investigadors calculen que la dona tenia entre 18 i 25 anys quan va morir i feia uns 1,5 metres d'alçada. A partir de les seves mostres dentals, els científics suggereixen que menjava una dieta mòlta amb pedra. El seu crani es va fracturar, cosa que els investigadors dedueixen que va ser causada per un cop al cap, que podria haver-la matat.

## Exposició del museu
Les restes constaven d'un crani, mandíbula i restes postcranials,  i es van recuperar de la fossa 10 del Ranxo La Brea.
Solien estar exposades al Museu George C. Page, al costat d'una maqueta a mida real simulant la dona, però l'exposició es va retirar cap al 2004. El comissari John M. Harris estava preocupat perquè aquesta exhibició de restes històriques pogués ofendre els nadius americans o atreure l'atenció no desitjada sobre els seus orígens nadius americans, provocant així una demanda pel seu retorn. Segons alguns investigadors, la seva forma de crani indica que és ètnicament Chumash. No obstant, altres afirmen que aquest suggeriment és "infundat" i que no hi ha prou informació per determinar-ho de manera fiable.
El 2009, l'artista forense de Califòrnia Melissa R. Cooper va crear una reconstrucció facial basada en el seu crani. Les imatges van generar controvèrsia sobre la seva exhibició, a més de preguntes ètiques sobre la raó del museu per mantenir amagada la Dona La Brea.

## Restes de gos associats
Els ossos humans es van trobar associats a restes d'un gos domèstic, per la qual cosa es va interpretar que havien estat enterrats cerimonialment. No obstant això, el 2016, es va determinar més tard que les restes del gos només tenien uns 3.325 anys, la qual cosa desmentis la idea que fos enterrat cerimonialment amb ella.